# Bittersweet Sixteen
Bittersweet Sixteen is een Belgische film uit 2021, geregisseerd door Jan Verheyen en zijn vrouw Lien Willaert naar een scenario van zijn dochter Anna Verheyen. 

## Rolverdeling

### Hoofdrollen
| Acteur             | Personage               | Rolbeschrijving                          |
| ------------------ | ----------------------- | ---------------------------------------- |
| Yana Steenhout     | Lotte                   |                                          |
| Nell Cattrysse     | Kat                     | Vriendin van Lotte, vriendin van David   |
| Ninalotte Roose    | Astrid                  |                                          |
| Imea Denooze       | Alexa                   | Vriendin van Tymen                       |
| Steffi Mercie      | Angel                   | Vriendin van Astrid                      |
| Emma Van Raemdonck | Amber                   |                                          |
| Zion Luts          | Tymen                   | Vriend van Alexa                         |
| Nidal van Rijn     | Max                     |                                          |
| Maxine Janssens    | Eva                     | Vriendin van Lotte                       |
| Aaron Blommaert    | David                   | Vriend van Kat, ex-vriend van Astrid     |
| Stien Edlund       | Stefanie                | Vriendin van Lotte                       |
| Ayco Weets         | Fleur                   |                                          |
| Héritier Tipo      | Juma                    |                                          |
| Jerôme Plattenbos  | Youssef                 |                                          |
| Lars Rogiers       | Raf                     |                                          |
| Kes Bakker         | Senne                   |                                          |
| Tine Embrechts     | Samantha                | Mama van Lotte                           |
| Steve Geerts       | Mathias                 | Vader van Lotte                          |
| Ellis De Beule     | Axel                    | Broer van Lotte                          |
| Joke Devynck       | Jo                      | Mama van Astrid, leerlingenbegeleidster  |
| Isabelle Van Hecke | Mevrouw Troch           | Leerkracht                               |
| Sven De Ridder     | Meneer Roskam (De Reus) | Leerkracht                               |
| Maarten Nulens     | Meneer Coulier          | Vervanger van mevrouw Troch              |
| Kürt Rogiers       |                         | Directeur                                |
| Leen Dendievel     | Veronique               | Mama van Kat, geeft een lezing op school |
| Anna Verheyen      | Anna                    | Feestvierster                            |
| Tuur De Weert      | Maurice                 | Koppel in voorbijkomende auto            |
| Danni Heylen       | Pascale                 | Koppel in voorbijkomende auto            |

### Andere rollen
| Acteur            | Personage         |
| ----------------- | ----------------- |
| Dirk Lavrysen     | Taxichauffeur     |
| Gerben Tuerlinckx | Danspartner Angel |
| Jules Smekens     | Michael           |
| Kristof Demasure  | Vader baby        |
| Keren De Bruyne   | Keren             |
| Cammy Arras       | Cammy             |
| Sven Pichal       | Vader baby        |

## Productie
Op 28 oktober 2021 kwam de trailer uit. Het scenario van de film is geïnspireerd door Anna Verheyens eigen schoolervaringen.

## Release
Bittersweet Sixteen kwam uit in december 2021, maar verdween vanwege strengere coronamaatregelen al na vijf dagen uit de bioscopen. In 2022 werd de film toegevoegd aan Netflix.